# Meghradzor
Meghradzor (arménsky Մեղրաձոր) známá také jako Taycharukh, česky Údolí medu) je obec v arménské provincii Kotajk.
V obci se nachází škola, mateřská škola, stanice první pomoci, kulturní dům a knihovna. Místní hospodářství je závislé na zemědělství, založené především na včelařství, chovu dobytka a pěstování brambor, zelí a obilí. Nachází se zde nepoužívaný zlatý důl severně od Meghradzoru, který je používán od 19. století. Na jih od vesnice se nacházejí ruiny klaštera Tejharuyk z 12. století, který patří gruzínské pravoslavné církvi

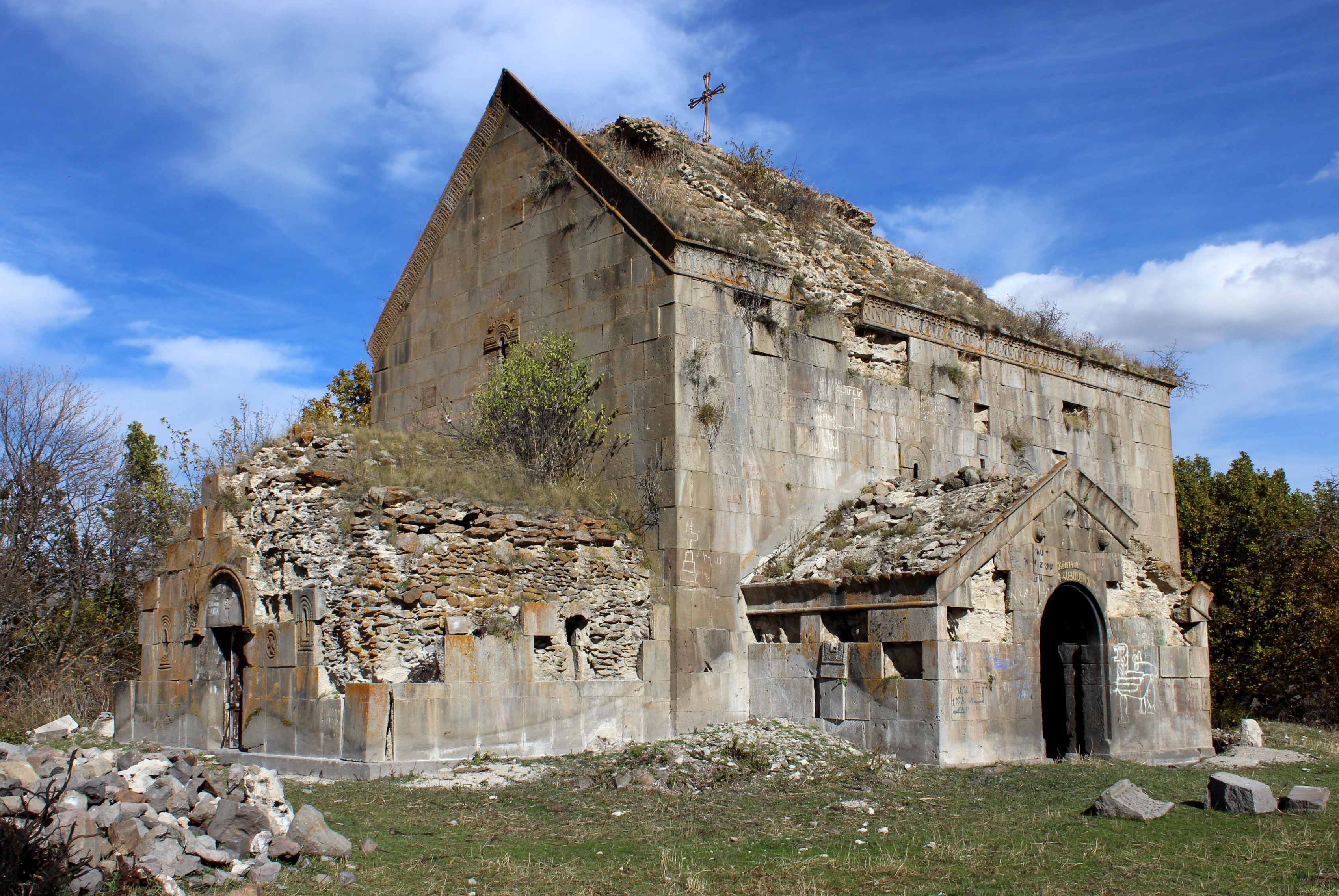
Klášter Tejharuyk